# دون باين
دون باين (بالإنجليزية: Don Payne)‏ هو كاتب سيناريو ومنتج أفلام أمريكي، ولد في 5 مايو 1964 في ويلمينغتون في الولايات المتحدة، وتوفي في 26 مارس 2013 في لوس أنخليس في تشيلي.

## وصلات خارجية
- دون باين على موقع IMDb (الإنجليزية)
- دون باين على موقع ألو سيني (الفرنسية)
- دون باين على موقع أول موفي (الإنجليزية)
- دون باين على موقع قاعدة بيانات الأفلام السويدية (السويدية)
- دون باين على موقع قاعدة بيانات الفيلم (الإنجليزية)
- دون باين على موقع كينوبويسك (الروسية)